# Rimsting
Rimsting – miejscowość i gmina w Niemczech, w kraju związkowym Bawaria, w rejencji Górna Bawaria, w regionie Südostoberbayern, w powiecie Rosenheim. Leży około 17 km na północny wschód od Rosenheimu, nad jeziorem Chiemsee, przy linii kolejowej Monachium – Salzburg.

## Demografia
Dane o ludności z 31 grudnia 2008:
| Opis                                | Ogółem | Ogółem | Kobiety | Kobiety | Mężczyźni | Mężczyźni |
| ----------------------------------- | ------ | ------ | ------- | ------- | --------- | --------- |
| Jednostka                           | osób   | %      | osób    | %       | osób      | %         |
| Populacja                           | 3672   | 100    | 1940    | 52,83   | 1732      | 47,17     |
| Wiek przedprodukcyjny (0–17 lat)    | 606    | 16,5   | 290     | 7,9     | 316       | 8,61      |
| Wiek produkcyjny (18–65 lat)        | 2152   | 58,61  | 1108    | 30,17   | 1044      | 28,43     |
| Wiek poprodukcyjny (powyżej 65 lat) | 914    | 24,89  | 542     | 14,76   | 372       | 10,13     |

## Polityka
Wójtem gminy jest Josef Mayer junior z CSU, wcześniej urząd ten obejmował Florian Hoffmann, rada gminy składa się z 16 osób.
|      | CSU | SPD | UWG | WGG | Razem |
| 2008 | 7   | 1   | 6   | 2   | 16    |
| 2002 | 7   | 1   | 5   | 3   | 16    |